# Cerâmica São Caetano
A Cerâmica São Caetano S/A, localizada no município de São Caetano do Sul, na região metropolitana de São Paulo, foi uma das maiores e mais importantes indústrias cerâmicas do Brasil. Fundada no início do século XX, por Roberto Simonsen, produzia telhas, tijolos refratários e cerâmica de revestimento, sendo a pioneira na produção de ladrilhos cuja qualidade chegou a ditar o padrão de excelência de uma época. A empresa teve grande influência nas áreas política, econômica e social do distrito, e posteriormente, município de São Caetano do Sul, no estado de São Paulo, encerrando suas atividades na última década do mesmo século.

## História
Em um artigo publicado na página eletrônica da Fundação Pró-Memória de São Caetano do Sul, consta que a empresa teria sido fundada em 1913, em sucessão à empresa Cerâmica Privilegiada. Em outro artigo, publicado pela mesma fundação, consta que a empresa passou a se chamar, oficialmente, Cerâmica São Caetano, em 1924, após ter sido adquirida por Roberto Simonsen.
Segundo o arqueólogo Hildo Henry Maesima, a Cerâmica Privilegiada é que teria sido fundada em 1913, passando a se chamar Cerâmica São Caetano em 1924. Ocorre que em 1912, a Revista de Engenharia já publicava um artigo se referindo à Cerâmica São Caetano, de propriedade do engenheiro Bernardo Morelli, como uma grande indústria produtora de telhas e tijolos, com uma produção diária de 60.000 tijolos.
Outras fontes mostram que o engenheiro italiano Bernardo Morelli, que teria chegado ao Brasil no ano de 1872 e trabalhado como gerente na Fazenda Dumont, de Henrique Dumont, em Ribeirão Preto, fundou sua primeira empresa em São Caetano no ano de 1882. Em 1898, essa empresa tinha o nome de Companhia Construtora de São Paulo e Santos, e congregava atividades de serraria, olaria, extração de granito e produção agrícola. Essa empresa teria sido a célula mãe que deu origem à Cerâmica Privilegiada e, mais tarde, à Cerâmica São Caetano S/A; mas há algumas incertezas quanto às datas.
Apesar das incertezas sobre sua fundação, podemos afirmar que foi a partir de 1924, sob o comando de Roberto Simonsen, que a Cerâmica São Caetano se tornou uma indústria moderna, dotada da mais alta e sofisticada tecnologia do seu setor, contando com um corpo de operários que oscilou entre 1500 e 2500, além de engenheiros, técnicos e pessoal de escritório.
Em agosto de 1973 a empresa e suas subsidiárias foi adquirida pela Magnesita S.A.. Com a aquisição, o grupo Magnesita detinha naquele momento 90% do mercado cerâmico brasileiro.Dois anos depois a Cerâmica São Caetano adquiriu do Grupo Nigri a Indústria de Cerâmica Suzano S/A. Em 1980 a empresa havia obtido nos três primeiros meses daquele ano um lucro 378% maior do que no mesmo período do ano anterior. A sede comercial da empresa foi uma das destruídas durante o incêndio do Edifício Grande Avenida em 1981.
Durante a década de 1980 a Cerâmica atingiu seu auge ao incorporar, ao custo de 175 milhões de cruzeiros, a fábrica de refratários da Companhia Siderúrgica Paulista durante o processo de privatização parcial da empresa siderúrgica. A fábrica foi desmontada e transportada de Cubatão para São Caetano.

## Linha de produção
No início da década de 1950, a Cerâmica São Caetano S/A tinha uma Divisão de Terra Cota e uma Divisão de Refratários. A Divisão de Terra Cota produzia telhas coloniais, lajotas, tijolos com barro úmido e ladrilhos com barro seco, pulverizado. A Divisão de refratários produzia tijolos e peças especiais para altos-fornos, muito utilizadas pela Companhia Siderúrgica Nacional, de Volta Redonda, no Rio de Janeiro. A matéria prima utilizada na produção vinha de diversas partes do país, geridas pela subsidiária Cia. Paulista de Mineração – COPAMI.
A principal linha de produção era a dos ladrilhos, sextavados e retangulares, na cor vermelha; mas também se produzia ladrilhos amarelos, pérolas e pretos. O processo, então utilizado para a produção desses ladrilhos, resultava numa grande quantidade de peças trincadas e quebradas, que era descartada em um aterro da fábrica. Vendo o desperdício, alguns funcionários pediram permissão para utilizar os cacos no revestimento dos quintais de suas casas. A empresa concedeu a permissão e, rapidamente, o revestimento de quintais com caquinhos de cerâmica se tornou moda e a empresa passou a vende-los, chegando ao ponto de precisar quebrar ladrilhos bons para atender à demanda.
A empresa contava com um moderno laboratório que verificava, diariamente, a qualidade da matéria prima utilizada na produção; uma carpintaria, que fabricava as caixas de madeira utilizadas para embalar os ladrilhos; e uma oficina mecânica, que cuidava do conserto, manutenção e recondicionamento das máquinas, cuja maioria era importada e não contava com serviço de manutenção dos fabricantes. Essa oficina produzia equipamentos substitutivos dos importados, quando necessário, e preparava os estampos utilizados na prensagem dos ladrilhos.

## Política social

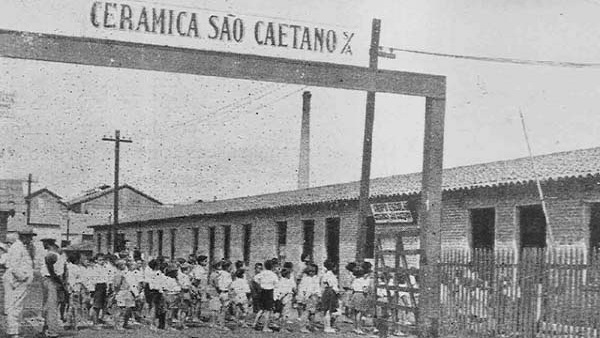
Escola para os filhos dos funcionários da Cerâmica São Caetano S/A

Em meados do século XX, a empresa contava com uma política social avançada para os padrões da época. Roberto Simonsen, que fora fundador da FIESP, do SESI e do SENAI, era entusiasta e teórico das relações industriais, tendo suas ideias publicadas em livros e artigos na imprensa. Suas ideias não ficaram apenas no campo teórico; ele as implementou na indústria que comandava e nas instituições que fundou.
No final da década de 1920, a Cerâmica São Caetano já concedia férias remuneradas a seus funcionários, apesar de ainda não haver previsão legal para isso. Na década de 1950, a empresa disponibilizou serviço médico, avançado e eficiente, para seus operários. O 13º salário, então chamado “Abono de Natal”, começou a ser pago antes de se tornar uma obrigação legal. Após a realização do balanço anual da empresa, uma parte dos lucros era distribuída aos funcionários mensalistas, incluindo os funcionários menores de idade, que trabalhavam como aprendizes. Os trabalhadores menores, que estudavam no período noturno, tinham as despesas pagas pela empresa.

## Grupo de trabalho
A Cerâmica São Caetano S/A constituiu um grupo de trabalhadores muito vinculado às técnicas tradicionais, baseadas no conhecimento prático dos mestres de cada área; cuja maioria mal sabia ler e escrever. Apesar disso, para poder acompanhar a evolução do setor, constituiu um grupo especializado de técnicos e engenheiros; com a expectativa de, com o passar do tempo, deixar a empresa menos dependente do conhecimento artesanal dos mestres e dos operários qualificados pela experiência.
Por conta dessa cultura tradicional, baseada nos segredos do ofício que eram transmitidos de pai para filho, muitos funcionários eram parentes. Os clãs, dentro da empresa, foram muito comuns, até a década de 1950; gerando alguns pequenos conflitos, uma vez que os engenheiros tinham dificuldades para implementar suas ideias sem a aprovação dos mestres. Pode se dizer que, na produção, predominava uma espécie de democracia, onde a opinião de todos, independente dos cargos que ocupassem, eram ouvidas e consideradas antes das decisão.
A grande maioria dos operários era constituída de migrantes da zona rural de São Paulo, do nordeste do país e de Minas Gerais.
O sistema de vigilância, que assegurava o cumprimento da rotina de trabalho, era dependente da autoridade moral dos mestres e de seus auxiliares; sendo menos necessária nas seções onde os operários ganhavam por produção. No final da década de 1950 isso começou a mudar, e a vigilância passou a ser mais impessoal.

## A modernização de 1956
Em 1956, depois de engenheiros e técnicos terem percorrido a Europa e Estados Unidos em busca de novas tecnologias e equipamentos, uma grande modernização na divisão de produção de ladrilhos começou a ser implementada. Para tanto, foram construídos três novos pavilhões, destinados a abrigar a nova seção de prensas, um forno contínuo e a seção de controle de qualidade.
Para a seção de prensagem de ladrilhos foi importada da Alemanha uma prensa Dorst, e outras foram produzidas no local, mediante licença e acompanhamento do fabricante. Essas novas prensas eram automáticas, diferentes das prensas volantes cujo ritmo de produção era regulado pelo operador.
Um forno contínuo, com túnel de 40 metros, substituiu os fornos intermitentes circulares, dando mais agilidade à queima das peças.
Na seção de controle de qualidade não foi implementada nenhuma nova tecnologia, mas o fluxo de ladrilhos que saíam do forno, aumentou muito.

## A extinção
Após a Hiperinflação no Brasil, a Magnesita decidiu demitir parte dos empregados da Cerâmica São Caetano. Em 1992 foram demitidos 210 dos 800 empregados, gerando uma greve e invasão da planta industrial que agravaram a situação da empresa. Posteriormente a Magnesita decidiu fechar a fábrica de São Caetano por inviabilidade financeira e transferir maquinários para Minas Gerais. A fábrica foi fechada em 1 de outubro de 1999, com a demissão dos últimos 165 funcionários.